# کوین ماکس
کوین ماکس (انگلیسی: Kevin Max؛ زادهٔ ۱۷ اوت ۱۹۶۷) یک موسیقی‌دان اهل ایالات متحده آمریکا است.